# Express (Satellit)

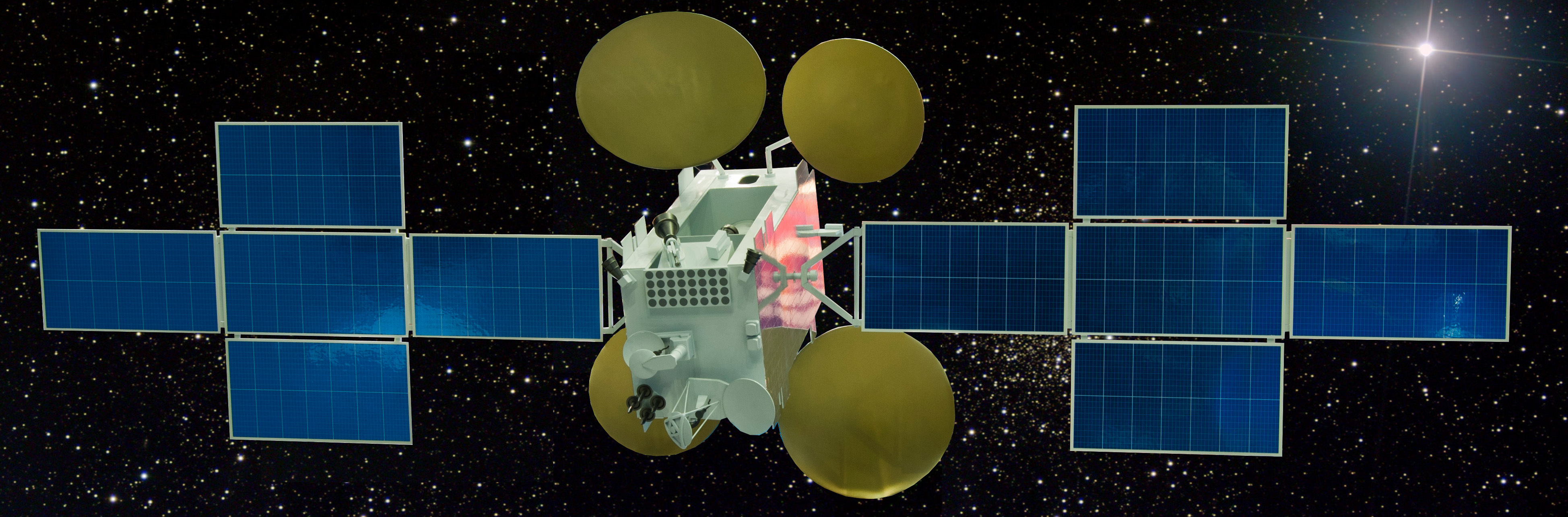
Künstlerische Darstellung von Express AM5 im Weltraum

Express (auch Ekspress, russisch Экспресс) ist die Bezeichnung einer Reihe von Kommunikationssatelliten der Russian Satellite Communications Company (RSCC) mit Sitz in Moskau.

## Die Express-Satellitenflotte
Der erste Express-Satellit wurde am 13. Oktober 1994 gestartet, seitdem wurde die Satellitenreihe ständig verbessert und enthält nun die Modelle Express, Express A, Express AM, Express AMU, Express MD sowie Express AT.
Die meisten Satelliten wurden bei NPO PM gefertigt. Das kleinere und leichtere Modell Express MD wird von GKNPZ Chrunitschew auf der Grundlage des KazSat-1-Satelliten gefertigt. Der 5775 kg schwere Express AM4 wurde von Astrium auf Basis des Satellitenbusses Eurostar 3000 gebaut. Nach seinem Fehlstart in eine unbrauchbare Umlaufbahn wurde der funktionsfähige Satellit am 25. März 2012 gezielt zum Absturz gebracht. Ein baugleicher Ersatzsatellit wurde unter dem Namen Express AM-4R bestellt,  der jedoch am 15. Mai 2014 beim Absturz einer Proton-Rakete ebenfalls zerstört wurde.
Zusammen mit Express AM4R bestellte RSCC bei Astrium den Satelliten Express AM7.
Als Startrakete kam bei allen Satelliten eine Proton-K/Block-DM-2M- oder Proton-M/Bris-M-Rakete zur Verwendung. Vier Satelliten gingen durch Fehlfunktion der Startrakete verloren.

| Satellit          | Start              | Position             | Status            | Anmerkungen |
| Express-Serie     | Express-Serie      | Express-Serie        | Express-Serie     | Express-Serie |
| ----------------- | ------------------ | -------------------- | ----------------- | --- |
| Express 1         | 13. Oktober 1994   | 14° West             | außer Betrieb     | |
| Express 2         | 29. September 1996 | 103° Ost             | außer Betrieb     | |
| Express 80        | 30. Juli 2020      | 80° Ost              | aktiv             | Doppelstart |
| Express 103       | 30. Juli 2020      | 96,5° Ost            | aktiv             | Doppelstart |
| Express-A-Serie   |                    |                      |                   | |
| Express A1        | 27. Oktober 1999   | –                    | zerstört          | Raketenfehlstart |
| Express A2        | 12. März 2000      | 103° Ost             | außer Betrieb     | |
| Express A3        | 24. Juni 2000      | 11° West             | außer Betrieb     | |
| Express A4 (A1R)  | 10. Juni 2002      | 14° West             | außer Betrieb     | |
| Express-AM-Serie  |                    |                      |                   | |
| Express AM1       | 30. Oktober 2004   | 40° Ost              | außer Betrieb     | |
| Express AM11      | 26. April 2004     | 96,5° Ost            | zerstört          | Satellit seit 28. März 2006 defekt aufgrund eines externen Einflusses, verursacht wahrscheinlich durch Kollision mit Weltraummüll |
| Express AM2       | 29. März 2005      | 80° Ost              | außer Betrieb     | |
| Express AM22      | 28. Dezember 2003  | 53° Ost              | außer Betrieb     | |
| Express AM3       | 24. Juni 2005      | 140° Ost             | außer Betrieb     | |
| Express AM33      | 28. Januar 2008    | 96,5° Ost            | außer Betrieb     | |
| Express AM4       | 17. August 2011    | –                    | zerstört          | Fehlstart: Vierte Stufe führt fünfte Brennphase nicht aus. Unbrauchbare Umlaufbahn. Satellit wurde gezielt zum Absturz gebracht, obwohl ihn ein Unternehmen für Funkverbindungen in die Antarktis übernehmen wollte, da seine Bahnneigung von 51° zum Äquator den zeitweisen Empfang in der Antarktis ermöglicht hätte. |
| Express AM4R      | 15. Mai 2014       | –                    | zerstört          | Fehlstart |
| Express AM44      | 11. Februar 2009   | 11° West             | aktiv             | Start zusammen mit Express MD1 |
| Express AM5       | 26. Dezember 2013  | 140° Ost             | aktiv             | [ 11 ] |
| Express AM6       | 21. Oktober 2014   | 53° Ost              | aktiv             | 5 Transponder als Eutelsat 53A an Eutelsat vermietet. |
| Express AM7       | 18. März 2015      | 40° Ost              | aktiv             | |
| Express AM8       | 14. September 2015 | 14° West             | aktiv             | |
| Express-AMU-Serie |                    |                      |                   | |
| Express AMU1      | 24. Dezember 2015  | 36° Ost              | aktiv             | Kapazitäten an Eutelsat vermietet (als Eutelsat 36C). |
| Express AMU3      | 13. Dezember 2021  | 103° Ost             | aktiv             | Vorzeitiger Brennschluss der Oberstufe, Satellit wurden in niedrigerem Orbit ausgesetzt und erreichte seinen Zielorbit später als erwartet. |
| Express AMU4      | 2026 (geplant)     | 11° West             | in Planung        | soll Express AM44 ersetzen |
| Express AMU7      | 13. Dezember 2021  | 145° Ost             | aktiv             | Vorzeitiger Brennschluss der Oberstufe, Satellit wurden in niedrigerem Orbit ausgesetzt und erreichte seinen Zielorbit später als erwartet. |
| Express-AT-Serie  |                    |                      |                   | |
| Express AT1       | 15. März 2014      | 56° Ost              | aktiv             | Doppelstart |
| Express AT2       | 15. März 2014      | 140° Ost             | aktiv             | Doppelstart |
| Express-MD-Serie  |                    |                      |                   | |
| Express MD1       | 11. Februar 2009   | 80° Ost              | außer Betrieb     | Start zusammen mit Express AM44 |
| Express MD2       | 6. August 2012     | Vorgesehen: 145° Ost | im falschen Orbit | Fehlstart: Satellit erreichte nicht die vorhergesehene Umlaufbahn, arbeitet aber im LEO |